# Râul Feredău
Râul Feredău este un curs de apă, afluent al râului Turdaș. 

## Hărți
- Harta județului Hunedoara